# Эльдорадовский переулок
Эльдора́довский переу́лок (до 18 декабря 1985 года — Четвёртый Эльдора́довский переу́лок, до 1951 года — у́лица Цыга́нский Уголо́к, до 1922 года — Монасты́рская Земля́) — переулок, расположенный в Северном административном округе города Москвы на территории района Аэропорт.

## История
Первоначально переулок назвался Монасты́рская Земля́, в 1922 году получил название у́лица Цыга́нский Уголо́к, поскольку здесь жили цыгане, певшие в ресторане «Эльдорадо» (существовал в начале XX века). По этому ресторану улица в 1951 году была переименована в Четвёртый Эльдора́довский переу́лок. В 1968 году остальные номерные переулки исчезли, и 18 декабря 1985 года переулок получил современное название.

## Расположение

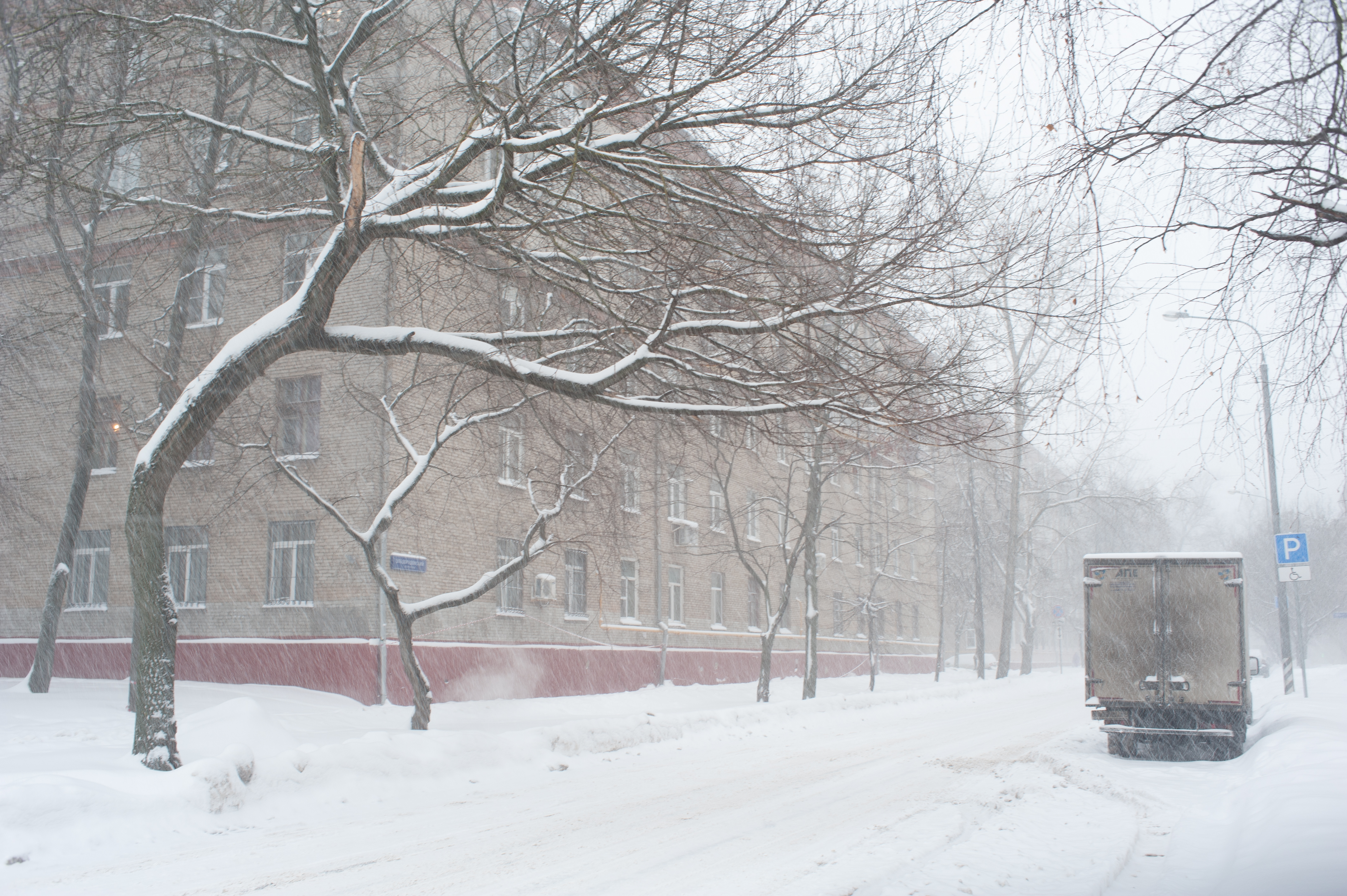
Эльдорадовский переулок зимой, вид на юг

Эльдорадовский переулок, являясь продолжением улицы Степана Супруна, проходит от Красноармейской улицы на северо-восток до Планетной улицы, за которой продолжается как 1-я улица 8 Марта. Нумерация домов начинается от Красноармейской улицы.

## Транспорт

### Наземный транспорт
По Эльдорадовскому переулку не проходят маршруты наземного общественного транспорта. У северо-восточного конца переулка, на Планетной улице, расположена остановка «1-я улица 8 Марта» автобусов № 105, 105к.

### Метро
- Станция метро «Аэропорт» Замоскворецкой линии — западнее переулка, на Ленинградском проспекте

### Железнодорожный транспорт
- Платформа «Гражданская» Рижского направления МЖД — северо-восточнее, на пересечении 1-й улицы 8 Марта и улицы Юннатов